# 斯德哥爾摩和約 (大北方戰爭)
斯德哥尔摩条约是1719年和1720年签署的两项条约，结束了瑞典王国与汉诺威和普鲁士联盟之间的战争。尚未解决的冲突方面将由另外两个条约来处理：1720年瑞典和丹麦-挪威之间的腓特烈堡条约，这是对之前四个条约的纯粹更新，1660年哥本哈根条约、1662年马尔默休会条约、1679年枫丹白露条约、以及1721年瑞典和俄罗斯之间的尼斯塔德条约。1718年瑞典国王卡尔十二世去世后，弗雷德里克一世开始谈判斯德哥尔摩条约。瑞典君主的去世预示着大北方战争即将结束。

## 与汉诺威的条约
在1719年11月9日与汉诺威的条约中，瑞典割让了不来梅-费尔登的领土。

## 与普鲁士的条约
1720年1月21日，瑞典将佩訥河以南和佩內斯特龍河以东的瑞典波美拉尼亚割让给普鲁士，包括乌泽多姆岛和沃林岛，以及斯德丁、达姆和戈尔诺。该条约于1720年正式生效，并于1720年5月29日普鲁士的弗里德里希·威廉一世颁发专利宣布割让地区成为普鲁士的一部分时生效。瑞典波美拉尼亚原本属于瑞典的部分当时处于丹麦占领之下，并于1720年7月3日在腓特烈堡条约中归还瑞典。